# Inner Wheel

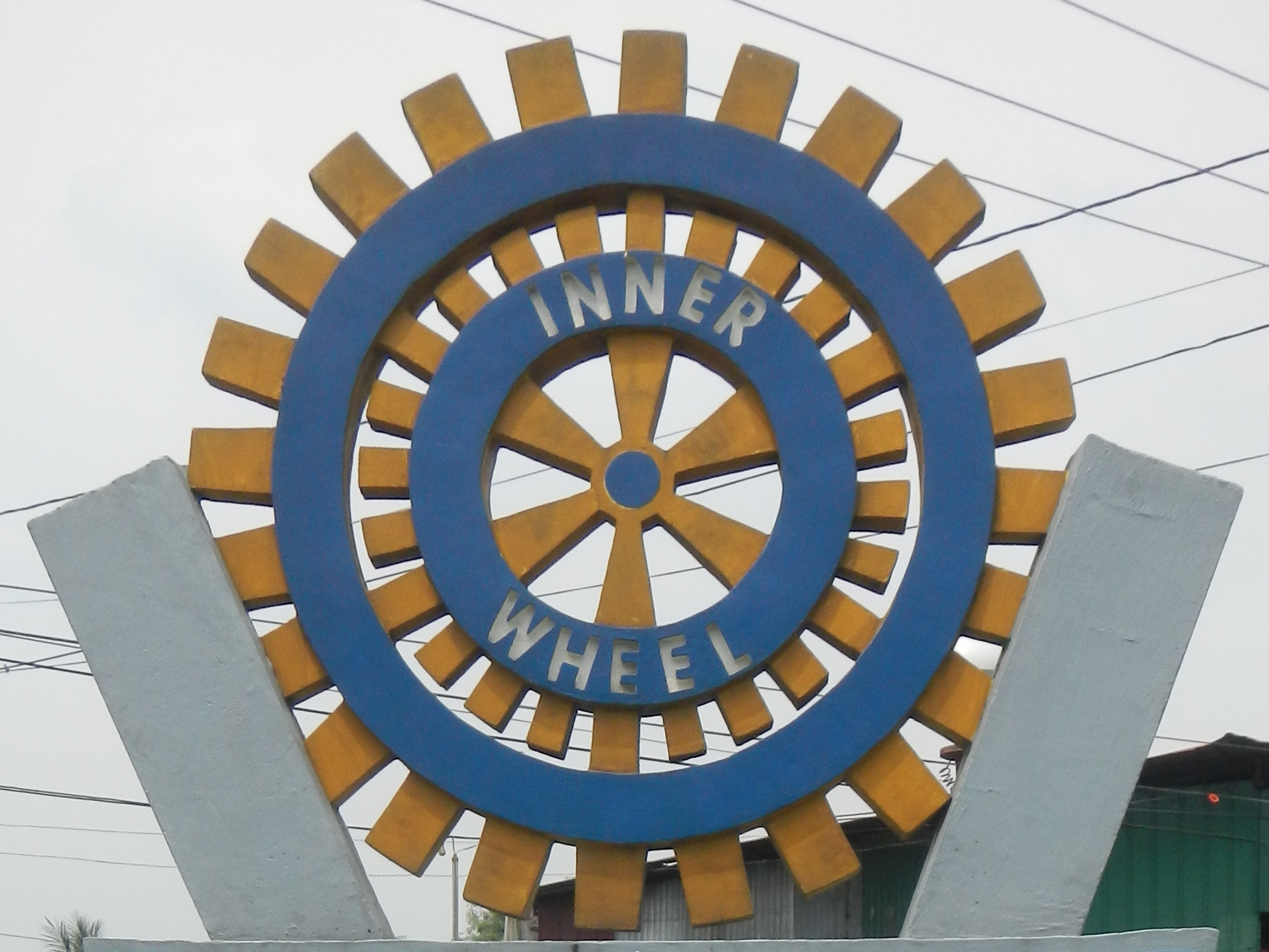
Innerwheel logo

Inner Wheel is een internationale serviceclub die van oorsprong een link had met Rotary. De leden hebben bijeenkomsten met sociale activiteiten en werken aan maatschappelijke doelen in meer dan 100 landen.

## Geschiedenis
De organisatie werd officieel opgericht op 10 januari 1924 door Margarette Golding, een verpleegster, zakenvrouw en de echtgenote van een Rotarian uit Manchester (VK).
Ze bracht 26 andere vrouwen van Rotarians samen in november 1923. De eerste officiële Inner Wheel bijeenkomst werd gehouden op 10 januari 1924 - deze datum staat nu bekend als "International Inner Wheel Day". De vereniging werd oorspronkelijk opgericht voor de echtgenotes en dochters van Rotarians, maar tegenwoordig is geen Rotary connectie meer vereist. Geleidelijk ontstonden meer Inner Wheel clubs in andere steden en in 1934 werd de Association of Inner Wheel Clubs in Great Britain and Ireland opgericht.
De eerste Inner Wheel club in Nederland werd op 1 december 1946 opgericht in Apeldoorn.  Niet toevallig loopt het ontstaan van Inner Wheel samen met de golf van vrouwenemancipatie in Europa. Tijdens de oorlogen hadden de vrouwen veel "mannenwerk" moeten overnemen om fabrieken draaiende te houden en bussen en vrachtwagens te laten rijden. Daarna wilden ze niet meer terug "achter het aanrecht", de verworven onafhankelijkheid en vrijheden konden ze delen met gelijkgestemde vrouwen die ze bij onder andere Inner Wheel troffen. Nog steeds maakt Inner Wheel zich sterk voor de rechten van vrouwen en meisjes. Niet alleen in Nederland, maar in veel landen in de wereld. Dit uit zich bijvoorbeeld in de ondersteuning van de Orange the World campagne van UN Women.  
Het aantal clubs wereldwijd bleef groeien en in 1967 werd International Inner Wheel opgericht. Er zijn clubs in meer dan 100 landen over de hele wereld. Inner Wheel-clubs zijn gegroepeerd in districten met negenentwintig districten in Groot-Brittannië en Ierland. In 1973 kreeg Inner Wheel een adviserende status bij de Verenigde Naties om te adviseren over belangen voor vrouwen. In 2012 opende de groep haar lidmaatschap voor alle vrouwen ouder dan 18 jaar en stopte met de eis dat echtgenoten lid moesten zijn van Rotary. Inner Wheel heeft wereldwijd meer dan 100.000 leden. In Nederland staat het lidmaatschap ook open voor mannen.
De doelstellingen van Inner Wheel zijn het bevorderen van ware vriendschap, het aanmoedigen van de idealen maatschappelijke dienstverlening en het stimuleren van internationaal begrip. Sociaal gezien kunnen groepen elkaar ontmoeten voor gezelligheid en onderlinge contacten. Ter ondersteuning van goede doelen omvatten de activiteiten het inzamelen van geld (fundraising) of directe hulp (handen uit de mouwen) en vergroten van bewustwording.